# Velika nagrada Modene 1934
Velika nagrada Modene 1934 je bila neprvenstvena dirka za Veliko nagrado v sezoni 1934. Odvijala se je 14. oktobra 1934 v italijanskem mestu Modena. 

## Poročilo
Za zmago sta se večino dirke borila velika italijanska rivala, Tazio Nuvolari in Achille Varzi. Prvi je v drugem delu dirke uspel pobegniti Varziju in zmagati z dvominutno prednostjo pred svojim največjim rivalom, za vodilnim italijanom z novim dirkalnikom Maserati 6C-34, pa so se zvrstili štirje dirkači moštva Scuderia Ferrari, poleg Varzija še Mario Tadini, Ferdinando Barbieri in Pietro Ghersi. Nuvolari je s svojo prvo zmago sezone dokazal hitrost novega Maseratija, pa tudi da je že popolnoma okreval po poškodbi.

## Rezultati

### Dirka
| Poz | Št | Dirkač              | Moštvo             | Dirkalnik        | Krogi | Čas/Odstop | Št. m. |
| --- | -- | ------------------- | ------------------ | ---------------- | ----- | ---------- | ------ |
| 1   | 22 | Tazio Nuvolari      | Privatnik          | Maserati 6C-34   | 40    | 1:10:54,0  | 8      |
| 2   | 4  | Achille Varzi       | Scuderia Ferrari   | Alfa Romeo P3    | 40    | + 2:26,4   | 1      |
| 3   | 16 | Mario Tadini        | Scuderia Ferrari   | Alfa Romeo P3    | 40    | + 2:31,6   | 5      |
| 4   | 24 | Ferdinando Barbieri | Scuderia Ferrari   | Alfa Romeo Monza | 38    | +2 kroga   | 9      |
| 5   | 20 | Pietro Ghersi       | Scuderia Ferrari   | Alfa Romeo P3    | 38    | +2 kroga   | 7      |
| 6   | 18 | Guglielmo Sandri    | Privatnik          | Maserati 26M     | 38    | +2 kroga   | 6      |
| 7   | 10 | Luigi Soffietti     | Scuderia Siena     | Maserati 8CM     | 37    | +3 krogi   | 3      |
| 8   | 32 | Gino Cornaggia      | Privatnik          | Alfa Romeo Monza | 35    | +5 krogov  | 11     |
| 9   | 6  | Secondo Corsi       | Gruppo San Giorgio | Maserati 26M     | 35    | +5 krogov  | 2      |
| Ods | 30 | Carlo Pellegrini    | Privatnik          | Alfa Romeo Monza | 30    |            | 10     |
| Ods | 12 | Gianfranco Comotti  | Scuderia Ferrari   | Alfa Romeo P3    | 16    |            | 4      |
| DNA | 2  | ?                   | Privatnik          | Maserati         |       |            |        |
| DNA | 8  | Carlo Felice Trossi | Scuderia Ferrari   | Alfa Romeo P3    |       |            |        |
| DNA | 14 | Clemente Biondetti  | Privatnik          | Maserati 8CM     |       |            |        |
| DNA | 26 | Ippolito Berrone    | Privatnik          | Alfa Romeo Monza |       |            |        |
| DNA | 34 | Arnaldo Sciutti     | Privatnik          | Alfa Romeo Monza |       |            |        |
| DNA | 36 | Roberto Malaguti    | Privatnik          | Maserati 26      |       |            |        |